# Dissolution (chimie)
Pour les articles homonymes, voir Dissolution.

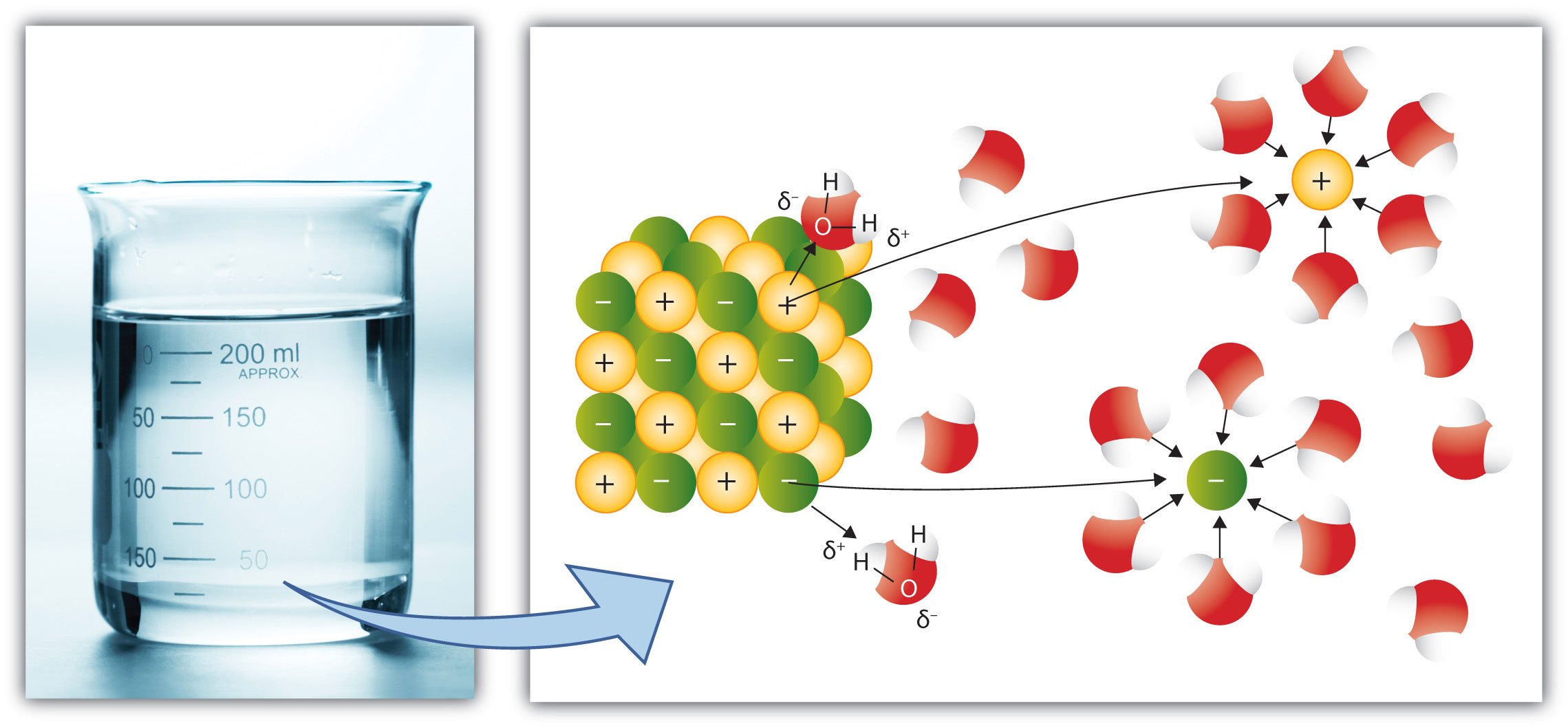
Schéma moléculaire de la dissolution du chlorure de sodium dans l'eau : le sel est le soluté, l'eau le solvant.

La dissolution est le processus physico-chimique par lequel un soluté incorporé dans un solvant (on dit que le soluté est dissous) forme un mélange homogène appelé solution.
Inversement, une solution est obtenue par dissolution d'une espèce chimique dans un solvant.
Formellement, la dissolution est définie comme le mélange de deux phases avec formation d'une nouvelle phase homogène.
Le soluté peut être à l'état solide, liquide ou gazeux. La solution obtenue peut être solide ou liquide. En pratique on ne parle pas de solution pour un mélange homogène de gaz.
Lors de la dissolution, les ions ou molécules du soluté se dissolvent en trois étapes :
- dissociation du soluté, cette étape peut ne pas avoir lieu dans le cas des solutés moléculaires ;
- solvatation du soluté par les molécules du solvant qui l'entourent. Suivant la nature du soluté et du solvant, la solvatation peut faire intervenir des interactions ion-dipôle, des liaisons hydrogène ou des liaisons de van der Waals ;
- dispersion du soluté au sein du solvant.

La dissolution de particules solides dans un liquide dépend au premier ordre de la taille des particules à dissoudre, car le diamètre des particules pilote la surface d’échange entre le solide et le liquide, ainsi que du coefficient de transfert de masse, qui dépend lui-même du coefficient de diffusion de l’espèce à dissoudre et des propriétés de l’écoulement dans le liquide (stagnant ou agité, laminaire ou turbulent). La dissolution avançant, le gradient de concentration diminue et la vitesse de dissolution diminue aussi.
Le coefficient de transfert de masse peut être estimé à l’aide d’une corrélation, par exemple celle de Levins-Glastonbury (1972) pour estimer le nombre de Sherwood.
Dans le cas d’un coefficient de transfert constant {\displaystyle k} et dans un volume liquide « infini », le temps de dissolution {\displaystyle T} peut être approximé par la formule suivante :
{\displaystyle T=(\rho \times d_{p})/(2\times k\times C)}
avec {\displaystyle \rho } la masse volumique du solide, {\displaystyle d_{p}} le diamètre des particules et {\displaystyle C} la concentration à la saturation.